# Ghosts (Siobhán Donaghy)
Ghosts è il secondo album della cantante pop britannica Siobhán Donaghy, pubblicato il 25 giugno 2007 dall'etichetta discografica Parlophone.
Ha esordito alla novantaduesima posizione nella classifica britannica e ha ricevuto molta più attenzione rispetto all'album di debutto Revolution in Me.
Dall'album sono stati estratti due singoli: Don't Give It Up e So You Say, entrambi di scarso successo commerciale.

## Tracce
CD (EMI  / EAN 0094638105428)
1. Don't Give It Up - 3:55
2. So You Say - 4:19
3. There's a Place - 3:24
4. Sometimes - 3:21
5. 12 Bar Acid Blues - 3:55
6. Make It Right - 3:43
7. Coming Up for Air - 4:12
8. Goldfish - 4:09
9. Medavac - 3:57
10. Halcyon Days - 4:17
11. Ghosts - 3:54
12. Man on a Mission (iTunes bonus track) - 3:54
13. Re-Offend (iTunes bonus track) - 1:49

## Classifiche
| Classifica (2007) | Posizione |
| ----------------- | --------- |
| Regno Unito       | 92        |